# Bettlach (Zwitserland)
Bettlach is een gemeente en plaats in het Zwitserse kanton Solothurn en maakt deel uit van het district Lebern.
Bettlach telt 4775 inwoners.